# Cirsotrema martyr
Cirsotrema martyr is een slakkensoort uit de familie van de Epitoniidae. De wetenschappelijke naam van de soort is voor het eerst geldig gepubliceerd in 1936 door Tom Iredale.